# Agostino Guerrieri
Agostino Guerrieri (* um 1630; † um 1685) war ein italienischer Komponist.

## Leben
Agostino Guerrieri war vor 1650 Sänger am Mailänder Dom, dort wurde er unter Domkapellmeister Antonio Maria Turati (1604–1650) ausgebildet. Im Dezember 1651 veröffentlichte er für den verstorbenen Turati, unter dem Titel Primi Fiori del Giardino musicale del Sig.r Antonio Maria Turati Maestro di Capella del Duomo di Milano Colti da Agostino Guerieri, e' dedicati All'Ill.mo Sig.r Marcellino Airoldi Conte di Lecco e delle Ville di Bellagio, eine Auswahl von dessen konzertierender Musik.

## Werk
Der einzig bekannte Druck von Guerrieris eigenen Werken, ist die Sammlung Sonate di Violino a 1. 2. 3. 4. per Chiesa & anco Aggionta per Camera von 1673, die  bestehend aus fünf Stimmbüchern bei Francesco Magni Gardano in Venedig erschien. In der Sammlung sind zwei Sonaten seines Lehrers Turati gedruckt und mit dem Zusatz del Turato mio maestro gekennzeichnet. Einige Sonaten erfordern den Gebrauch der Arpa Doppia. Als Basso continuo setzt Guerrieri neben den üblichen Instrumenten mehrfach ausdrücklich die Theorbe ein. Die Sonate La Pietra erfordert als drittes Oberstimmeninstrument ein Basso di Viola, hiermit könnte das Violoncello da spalla gemeint sein. Sämtliche Sonaten sind mit Titeln versehen, die sich wie damals üblich auf Personen beziehen. So ist die erste Sonate, die Sonata malinconica, einer Genueser Ordensfrau gewidmet und der wie folgt beschrieben: Alla Molto Reverenda Signora e Patrona Collendissima in Christo, La Signora D. Giovanna Francesca Raggi monaca in S. Leonardo di Genova.
Zwei Sonaten Guerrieris und die beiden von Turati bauen auf den Ruggiero auf, der ähnlich der Folia zu den bekannteren ostinaten Baßformeln zählt.

## Notenausgaben
- Edizione Musicali Musedita:  Agostino Guerrieri Sonate op. 1 (Venezia, 1673) Codice: GU 2 01